# Brachychilus scutellaris
Brachychilus scutellaris là một loài bọ cánh cứng trong họ Cerambycidae.